# Mito da meritocracia
Mito da meritocracia é uma frase que argumenta que a meritocracia, ou alcançar a mobilidade social ascendente por meio de seus próprios méritos, independentemente de sua posição social, não é amplamente alcançável nas sociedades capitalistas por causa de contradições inerentes. A meritocracia é considerada um mito porque, apesar de ser promovida como um método aberto e acessível de alcançar a mobilidade social ascendente sob o capitalismo neoliberal ou de livre mercado, a disparidade de riqueza e a mobilidade social limitada permanecem generalizadas, independentemente da ética de trabalho individual. Alguns estudiosos argumentam que a disparidade de riqueza até aumentou porque o "mito" da meritocracia foi tão efetivamente promovido e defendido pela elite política e privada por meio da mídia, educação, cultura corporativa e em outros lugares. Conforme descrito pelo economista Robert Reich, muitos estadunidenses ainda acreditam na meritocracia apesar de "a nação se afastar cada vez mais dela".

## Inevitabilidade
Tem sido argumentado que a meritocracia sob o capitalismo sempre permanecerá um mito porque, como Michael Kinsley afirma, "desigualdades de renda, riqueza, status são inevitáveis e, em um sistema capitalista, são até mesmo necessárias". Embora muitos economistas admitam que muita disparidade entre ricos e pobres pode desestabilizar a sociedade política e economicamente, espera-se que o aumento da disparidade de riqueza sob o capitalismo cresça ao longo do tempo, e o economista francês Thomas Piketty argumenta em seu livro best-seller que o capitalismo tende a recompensar os donos do capital com uma parcela cada vez maior da produção da economia, enquanto os assalariados obtêm uma parcela cada vez menor. A crescente disparidade de riqueza mina cada vez mais a fé na existência da meritocracia, à medida que as crenças na igualdade de oportunidades e igualdade social perdem credibilidade entre as classes mais baixas que reconhecem a realidade preexistente de mobilidade social limitada como uma característica da versão neoliberal do capitalismo. Ao mesmo tempo, a elite usa sua riqueza, poder e influência comparativamente maiores para se beneficiar desigualmente e garantir seu status de classe alta em detrimento das classes mais baixas, o que mina ainda mais as crenças na existência da meritocracia.
O economista da Universidade de Cornell, Robert H. Frank, rejeita a meritocracia em seu livro Success and Luck: Good Fortune and the Myth of Meritocracia. Ele descreve como o acaso tem um papel significativo na decisão de quem recebe o que não é objetivamente baseado no mérito. Ele não desconsidera a importância do trabalho duro, mas, usando estudos psicológicos, fórmulas matemáticas e exemplos, demonstra que entre grupos de pessoas com desempenho de alto nível, o acaso (sorte) desempenha um papel enorme no sucesso de um indivíduo.

## Função
O mito da meritocracia tem sido identificado por estudiosos como uma ferramenta da elite de uma sociedade para sustentar e justificar a reprodução das hierarquias econômicas, sociais e políticas existentes.

### Mobilidade social
O mito da meritocracia é usado para manter a crença de que a mobilidade social é amplamente alcançável. Como Daniel Markovits descreve, "a meritocracia exclui as pessoas de fora da elite, exclui as pessoas de classe média e de classe trabalhadora da escolaridade, dos bons empregos, do status e da renda, e depois os insulta dizendo que a razão pela qual eles são excluídos é que eles não estão à altura, ao invés de que há um bloqueio estrutural para sua inclusão." Além disso, Markovits denuncia explicitamente o mito da suposta "meritocracia estadunidense", que para ele "tornou-se precisamente o que foi inventado para combater: um mecanismo de transmissão dinástica de riqueza e privilégio entre gerações". Frases como "levantar a si mesmo pelas alças da própria bota" (do inglês pulling oneself up by the bootstraps ou bootstrapping) foram identificadas como ocultando o mito da meritocracia, colocando o ônus da mobilidade social ascendente apenas no indivíduo, ignorando intencionalmente as condições estruturais. A minoria de indivíduos que consegue superar as condições estruturais e alcançar a mobilidade social ascendente são usados como exemplos para sustentar a ideia de que existe a meritocracia.
Nos Estados Unidos, as pessoas de classes mais baixas estão condicionadas a acreditar na meritocracia, apesar da mobilidade social no país estar entre as mais baixas das economias industrializadas. Nos EUA, 50% da renda do pai é herdada pelo filho. Em contraste, a quantidade na Noruega ou Canadá é inferior a 20%. Além disso, nos Estados Unidos, 8% das crianças criadas nos 20% inferiores da distribuição de renda podem subir para os 20% superiores quando adultas, enquanto na Dinamarca o número é quase o dobro, com 15%. De acordo com um estudo acadêmico sobre por que os estadunidenses superestimam a mobilidade social, "pesquisas indicam que os erros na percepção social são motivados por fatores informativos — como a falta de conhecimento de informações estatísticas relevantes para as tendências reais de mobilidade — e fatores motivacionais — o desejo de acreditar que a sociedade é meritocrática". Os estadunidenses estão mais inclinados a acreditar na meritocracia com a perspectiva de que um dia se juntarão à elite ou à classe alta. Estudiosos compararam essa crença com a notável citação de John Steinbeck de que “os pobres se veem não como um proletariado explorado, mas como milionários temporariamente envergonhados”. Como afirma o acadêmico Tad Delay, "a fantasia da mobilidade social, de se tornar burguês, é suficiente para defender a aristocracia".
Na Índia, o mito da meritocracia foi identificado como um mecanismo para a elite justificar a estrutura do sistema de castas.

### Racismo
O mito da meritocracia foi identificado por estudiosos como promotor da filosofia daltônica de que qualquer pessoa, independentemente de sua raça ou etnia, pode ter sucesso se trabalhar duro o suficiente. “Essa crença sugere que se uma pessoa de cor não está tendo sucesso no trabalho (por exemplo, não sendo promovida), deve ser devido à preguiça ou falta de esforço por parte dessa pessoa”, em vez de uma barreira estrutural, como descrito pelos estudiosos Kevin Nadal, Katie Griffen e Yinglee Wong. O mito da meritocracia tem sido identificado como uma ferramenta tanto para invisibilizar o racismo institucional quanto para justificar atitudes racistas, além de servir de argumento contra as políticas de ação afirmativa. A crença de que os Estados Unidos são uma meritocracia é mais aceita como um reflexo preciso da realidade entre os jovens, a classe alta, brancos e menos aceita como um reflexo preciso da realidade entre os mais velhos, da classe trabalhadora e pessoas de cor.

### Tirania do mérito
O filósofo da Harvard Michael Sandel em seu livro The Tyranny of Merit: What's Become of the Common Good? (2020) faz um caso contra a meritocracia, chamando-a de "tirania". A contínua mobilidade social estagnada e a crescente desigualdade estão expondo a crassa ilusão do Sonho Americano e a promessa "você pode fazer isso se quiser e tentar". Este último, segundo Sandel, é o principal culpado da raiva e frustração que levaram alguns países ocidentais ao populismo.